# How's It Goin' Down
"How's It Goin 'Down" es el tercer sencillo del rapero estadounidense DMX (rapero) de su álbum debut It's Dark and Hell Is Hot, y el instrumental es producida por PK. Esta es una de las pistas más lentas en It's Dark and Hell Is Hot y es simplemente una canción "chick-flick". La canción habla de un amorío de DMX con una mujer más joven que el y, finalmente, el epílogo de la aventura con ella. Esto conduce al actual novio de la chica atacar a un hombre que cree que es DMX. Finalmente, al final de la canción, DMX decide que el ejercicio de la desarrollo sería un error y le dice a la chica que debe volver con su novio. El sencillo llegó al número # 70 en el Billboard Hot 100 en los EE. UU. 
En el video musical de la canción en esencia se representa la letra, y también cuenta con cameos en particular por el entonces artistas desconocidos como Eve, Ja Rule y Irv Gotti, los cuales al año siguiente les llegaría la fama.

## Posiciones
| Chart                                      | Position |
| ------------------------------------------ | -------- |
| Billboard Hot R&B/Hip-Hop Singles & Tracks | 19       |
| Billboard Hot R&B/Hip-Hop Singles & Tracks | 21       |
| Billboard Hot 100                          | 70       |
| Billboard Hot 100                          | 72       |

- Datos: Q3302181